# Liste der Naturdenkmale in Obrigheim (Pfalz)
Die Liste der Naturdenkmale in Obrigheim (Pfalz) nennt die im Gemeindegebiet von Obrigheim (Pfalz) ausgewiesenen Naturdenkmale (Stand 4. März 2024).

## Naturdenkmale
| Nr.         | Bezeichnung              | Lage                                                                                          | Beschreibung                                                                     | Bild                                    |
| ----------- | ------------------------ | --------------------------------------------------------------------------------------------- | -------------------------------------------------------------------------------- | --------------------------------------- |
| ND-7332-184 | Schlossgarten Heidesheim | Colgenstein-Heidesheim, Schloss-Straße, bei Nr. 51 Lage                                       | alter Baumbestand nebst Weiher, Hecken und Gebüschen; flächenhaftes Naturdenkmal | mehr Fotos \| Fotos hochladen           |
| ND-7332-208 | Eine Winterlinde         | Mühlheim an der Eis, Hauptstraße, bei Nr. 20 Lage                                             | Tilia cordata                                                                    | Direkt Bild zu diesem Denkmal hochladen |
| ND-7332-242 | Kalk-Trockenrasen IV     | Mühlheim an der Eis, nordwestlich des Ortes auf dem Bockenheimer Berg; Flur Auf dem Berg Lage | tertiärer Kalktrockenrasen mit Gehölzbeständen; flächenhaftes Naturdenkmal       | Direkt Bild zu diesem Denkmal hochladen |